# Mordellistena picilabris
Mordellistena picilabris är en skalbaggsart som beskrevs av Helmuth 1864. Mordellistena picilabris ingår i släktet Mordellistena och familjen tornbaggar. Inga underarter finns listade i Catalogue of Life.